# Gersbach (Wälzebach)
Der Gersbach ist ein etwa 3,5 km langer Bach im Kellerwald im Landkreis Waldeck-Frankenberg und Schwalm-Eder-Kreis in Hessen. Er ist ein westlicher und orographisch linker Zufluss des Wälzebachs und verläuft auf seiner gesamten Länge im Naturpark Kellerwald-Edersee.

## Verlauf
Der Gersbach entspringt und verläuft im Ostteil des Kellerwaldes. Seine Quelle liegt auf 360 m ü. NHN in der Gemarkung von Braunau, einem südlichen Stadtteil von Bad Wildungen im Landkreis Waldeck-Frankenberg. Sie befindet sich am Waldrand etwa 1 Kilometer (km) westlich des Gershäuser Hofs an einem Osthang zwischen dem Haardtberg (437 m) und dem Lennkopf (425 m).
Von dort fließt der Bach zunächst etwa 300 Meter (m) in südöstlicher Richtung entlang eines Feldwegs und biegt dann nach Nordosten ab. In langgezogener Rechtskurve fließt er danach etwa 900 m zum Gershäuser Hof, dem ehemaligen Wasserschloss Gershausen, hin, wo er die noch heute vorhandenen Wassergräben speist und dabei den Gutshof beidseitig umfließt. Beide Teilungsarme durchfließen jeweils einen kleinen Teich. Kurz bevor sie sich unmittelbar südlich der am Gutshof vorbeiführenden Landesstraße L 3296 wieder vereinen, speist der südliche Arm einen weiteren kleinen Teich. 
Dann fließt der Gersbach etwa 800 m entlang dem südlichen Straßenrand der L 3296 in östlicher Richtung, zwischen dem Harsch (425,1 m) im Norden und dem Orthberg (447,4 m) im Süden hindurch. Kurz vor dem Rödernhof, der ehemaligen Gershäuser Mühle, biegt er nach Südosten um, passiert nach weiteren 250 m die einstige Mühle und durchfließt kurz darauf einen weiteren Teich, dabei immer die L 3296 südlich begleitend. Etwa 100 m unterhalb des Teichs erreicht er den Schwalm-Eder-Kreis. Nach rund 1 km biegt er wieder nach Osten um und unterquert etwa 500 m weiter die L 3296.
300 m abwärts von hier mündet der Gersbach südlich des Treisbergs (311,6 m) auf 235 m Höhe rund 50 m westlich der von Bad Zwesten kommenden und an dieser Stelle fast rechtwinklig nach Norden abbiegenden B 485 sowie etwa 500 m vom westlichen Ortsrand von Bad Zwesten von links in den von Norden entlang der B 485 nahenden Wälzebach. Dieser wiederum mündet, nachdem er Bad Zwesten durchquert hat und unter der B 3 durchgeflossen ist, in die Schwalm.

## Einzugsgebiet und Zuflüsse
Das Einzugsgebiet des Gersbachs ist 4,537 km² groß. Seine Zuflüsse sind alle nur kleine Bäche von wenigen hundert Metern Länge.